# Talavera de la Reina
Talavera de la Reina város Spanyolország középső részén, Kasztília-La Mancha autonóm közösségben, Toledo tartományban, a Tajo folyó mentén, Madridtól délnyugatra. Ismert kerámiáiról és az 1809-es talaverai csatáról, a Celestinát is író Fernando de Rojas spanyol drámaíró temetkezési helye, jelentős római kulturális központ is.
Nevében a de la Reina, "a királynéé", onnan ered (ezzel megkülönböztetve Spanyolország más Talavera nevű városaitól), hogy XI. Alfonz kasztíliai király ajándékba adta feleségének, Portugáliai Mária királynénak 1328-ban.

## Történet

### Előtörténet

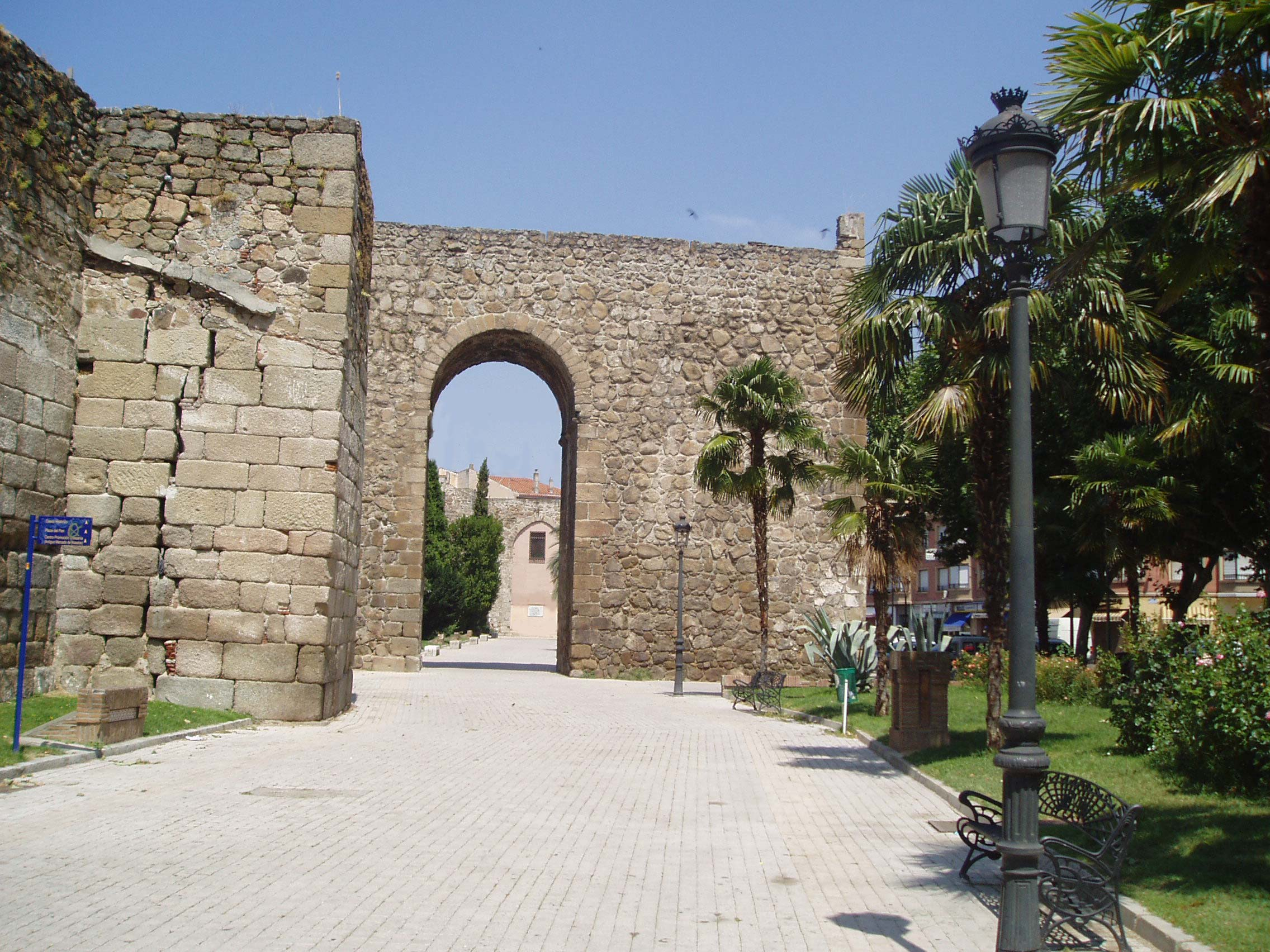
Palota Talaverában

Talavera de la Reina az Alberche torkolatánál van. Ezen a gazdag területen a Pireneusok mögött gyakori epi-gravetti dolmenek bizonyítják felső paleolitikum végétől való folyamatos emberi jelenlétet.
A kelta vettonok és carpetanusok lakták később a környéket, ezt részben a római kori feljegyzésekből részben különféle műtárgyaikból, például állatszobraikból tudjuk. A kelták először Aebura néven hívták a várost, amit Titus Livius, a rómaiak és a carpetanusok közti hódító háborúság leírásából tudunk. Később egy ideig a -briga végződés is szokásos volt, ami a -burg megfelelője.

### Történelem
A rómaiak 182-ben elfoglalták. Jelenlétük alatt Caesarobriga néven Hispania Tarraconensis része volt.
A vizigótok, majd 712-től az arabok területe volt, ők Talabeirának hívták a várost. A szókezdet nagyon sok különféle találgatásra ad okot, azonban valószínű, hogy a hidroníma nagy szerepet játszik, a Tal-, Tala- kezdet nagy valószínűséggel utalhat mai Tajóra, a másik folyót pedig ma Alberchének hívják, így a TalaBer- összetett hidroníma kezdet a legvalószínűbb. VI. Alfonz király foglalta vissza tőlük 1083-ban. 1809-ben a spanyol és brit csapatok itt szálltak szembe Napóleon hadseregével. A spanyol polgárháború alatt a város nagyban károsodott.

#### Napjainkban
A hatvanas évek óta a vidéki lakosság fokozatos városokba vándorlása miatt lakossága a többszörösére nőtt. A város a Carratera de Extremadura vonalán fekszik Navalcarnero és Navalmoral de la Mata között és népessége növekedésével a 2010-es évekre jelentős elképzelések vannak térségének fejlesztésére, mindenekelőtt a spanyol nagysebességű vonat, az AVE Lisszabonig való kiterjesztésével.
2025 márciusában a nagy esőzések után kialakult áradás romba döntötte a város római kori alapokra épült hídját. A város vezetése ígéretet tett a híd mielőbbi újjáépítésére.

## Műemlékek
- La Colegial (katedrális)
- Nuestra Señora del Prado bazilika
- Plaza del Pan, kerámiával borított főtér
- Plaza del Reloj (Óra-tér)
- Santiago el Nuevo templom, mudéjar stílusú
- Santo Domingo templom
- Prado-kertek
- La Caprichosa bikaviadal-aréna
- arab eredetű városfal
- Szent Ágoston templom
- Római híd
- Castilla-La Mancha híd

## Múzeumok
- Ruiz de Luna kerámiamúzeum
- Néprajzi Múzeum (Museo Etnográfico)

## Népesség
A település lakosságának változását az alábbi diagram mutatja:
| Lakosok száma | 76 011 | 80 305 | 85 549 | 88 856 | 88 755 | 86 779 | 83 303 | 83 417 | 83 247 | 84 738 |
|               | 2001   | 2004   | 2007   | 2009   | 2012   | 2014   | 2017   | 2019   | 2022   | 2024   |